# Düzağaç (Kozan)
Düzağaç (türkisch für gerader Baum) ist ein Ortsteil (Mahalle) im Landkreis Kozan der türkischen Provinz Adana mit 329 Einwohnern (Stand: Ende 2024). Im Jahr 2011 zählte der Ort 295 Einwohner.